# Vlag van Fejér

Vlag van Fejér
(ratio 2:3)

De vlag van Fejér werd op 13 maart 1992 aangenomen als de vlag van de Hongaarse comitaat Fejér. De vlag bestaat uit twee even hoge banen geel en groen met het wapen en de tekst fejér vármegye in het midden richting de mastzijde.
Volgens overlevering ontving Stefanus I van Hongarije in Székesfehérvár in het jaar 1000 uit handen van de paus de heilige kroon en werd hij gekroond als eerste koning van Hongarije. Omdat Stefanus I geen directe afstammeling had, droeg hij voor zijn dood de kroon en andere regalia op aan de Heilige Maagd Maria.
Na bevrijding van het Ottomaanse Rijk ontving Fejér in 1692 van keizer Leopold I het wapen. Op de vlag is het wapen afgebeeld als zegel, echter is het opschrift Zegel van Fejér vervangen door de naam van het comitaat. Bij een dergelijk niet-heraldisch wapen, is de vorm van de afbeelding afhankelijk van de kunstenaar die het maakte. De afbeelding op de vlag is naar een schilderij van de zegel uit 1837, het jaar dat het zegel voor het laatst werd veranderd. Opvallend is dat het wapen van Hongarije hier negen balken heeft en niet acht zoals het staatswapen. Dit komt overeen met het Hongaarse wapen dat in het schilderij van de zegel uit 1837 is aangebracht. In latere publicaties van het wapen van Fejér staan meestal acht balken, hoewel de volgorde van de kleuren niet altijd dezelfde is. De kleuren groen en geel van de vlag komen van een oude vlag uit 1747.